# Sausage Party: Cibopolis
Sausage Party: Cibopolis (Sausage Party: Foodtopia) è una serie animata creata da Seth Rogen, Evan Goldberg e Jonah Hill come sequel del film  Sausage Party - Vita segreta di una salsiccia; diretta da Conrad Vernon, presenta un forte utilizzo del cosiddetto umorismo nero.

## Trama
Dopo che gli alimenti hanno vinto la loro guerra contro gli umani alla fine del film, essi creano Cibopolis, una città tutta loro governata interamente dai cibi. Ben presto però arrivano i primi problemi, tra cui la pioggia, i corvi e le discordie interne tra gli alimenti. Per trovare risposte, Frank, Brenda e Barry si mettono in cerca di un umano.

## Episodi
| N° | Titolo Originale | Titolo Italiano | Data di uscita |
| -- | ---------------- | --------------- | -------------- |
| 1  | First Course     | Prima Portata   | 11 luglio 2024 |
| 2  | Second Course    | Seconda Portata | 11 luglio 2024 |
| 3  | Third Course     | Terza Portata   | 11 luglio 2024 |
| 4  | Fourth Course    | Quarta Portata  | 11 luglio 2024 |
| 5  | Fifth Course     | Quinta Portata  | 11 luglio 2024 |
| 6  | Sixth Course     | Sesta Portata   | 11 luglio 2024 |
| 7  | Seventh Course   | Settima Portata | 11 luglio 2024 |
| 8  | Eight Course     | Ottava Portata  | 11 luglio 2024 |

### Prima portata
In seguito agli eventi di Sausage Party, i prodotti alimentari di Shopwell's, guidati da Frank, Brenda, Barry, Lavash, Sammy e Gum, organizzano una rivolta e riescono a rovesciare la razza umana eliminandola quasi totalmente, facendo si che il cibo diventa la nuova specie dominante sulla Terra. Tuttavia, Sammy fa fatica a superare la morte di Lavash, ucciso durante la guerra dei cibi, e Barry fa fatica a rilassarsi perché sempre pieno di adrenalina e voglia di combattere e uccidere. Mentre i cibi si divertono, arriva un temporale, che provoca a sua volta un'inondazione improvvisa che causa numerose vittime; Gomma si sacrifica per salvare i suoi amici dal cadere in una fogna e Barry va a recuperare il cibo che è stato spazzato via. Con la loro terra promessa completamente rovinata, molti cibi, rendendosi conto che Frank e Brenda non hanno idea di cosa stanno facendo, decidono di tornare a Shopwell's, sostenendo che è più sicuro nonostante il negozio stia cadendo a pezzi; questo porta Frank e Brenda a concludere che necessitano l'aiuto di un umano. Nel frattempo, Barry scopre un umano, Richie, che sta scappando con il cibo che stava conservando.

### Seconda portata
Frank, Brenda e Barry vanno alla ricerca di Richie perché vogliono avere delle risposte su cosa sia la pioggia anche se Barry non resiste ad ucciderlo. Alla fine trovano Richie, ma Barry finisce per ucciderlo prima che Frank e Brenda possano ottenere delle risposte da lui. Vengono poco dopo attaccati dai suoi amici Jack e Donny. Ricordando cosa ha visto fare a Douche durante la loro rivolta allo Shopwell's, Barry decide di iniettarsi nel sedere di Jack per controllarlo riuscendo a far uccidere Donny. Nel frattempo, allo Shopwell's, Sammy scopre un nuovo scopo nella stand-up comedy quando inizia a fare battute sul cibo, con grande divertimento di tutti. Tuttavia, l'insieme delle loro risate fa crollare il negozio e, dopo che Jack ha aperto la via di fuga, gli alimenti riescono a scappare in tempo. Con la loro vecchia casa del tutto distrutta, Frank e Brenda incoraggiano gli altri a cercarne una nuova. Non avendo più bisogno di Jack, Barry è pronto a ucciderlo, mentre Sammy suggerisce di organizzare un grande festival per lui. All'insaputa di Frank e Brenda, i cibi iniziano ad accaparrarsi i diversi edifici dopo aver visto un'arancia di nome Julius farlo, portando a un'isteria di massa e rendendo senzatetto i cibi più piccoli.

### Terza portata
I cibi si stanno preparando per il festival del Burning Man, dove sacrificheranno il povero Jack di fronte a un vasto pubblico bruciandolo vivo. Mentre si tengono le audizioni per le esibizioni della cerimonia, arriva un corvo che inizia ad attaccare e mangiare alcuni cibi; fallito il tentativo iniziale di Barry di fermarlo, Frank e Brenda consultano di nuovo Jack su come fermarlo, e questi suggerisce di usare il cadavere di un umano morto come spaventapasseri, che lo spaventa con successo. Notando la sua utilità, Frank e Brenda offrono di ritardare il sacrificio di Jack nel caso in cui avessero bisogno di altro del suo aiuto, ma Barry rifiuta, dicendo loro che Jack deve morire. Quella notte, durante il festival, Julius si offre di far vedere lo spettacolo ai cibi più piccoli dal suo edificio in cambio dei loro denti umani, la loro nuova forma di valuta. Andando contro i desideri di Barry, Frank e Brenda decidono segretamente di risparmiare Jack, e il primo riesce a trovare un altro umano vivo da controllare per prendere il suo posto, riuscendo a ingannare tutti gli altri. Frank e Brenda portano Jack nella loro casa sull'albero per nascondersi, ma cominciano a dubitare della loro decisione.

### Quarta portata
Utilizzando la sua nuova ricchezza in denti umani (valuta del posto), Julius decide di espandere il suo impero acquistando edifici dai loro proprietari. Sammy, desideroso di essere di nuovo sotto i riflettori, scopre un negozio di elettronica di proprietà di una scatola di cereali ma dopo essere stato cacciato, infuriato attacca la scatola di cereali e procede a prendere il suo posto sul grande schermo, dove continua il suo numero comico. Mentre portano un piede umano da mangiare a Jack, Frank e Brenda scoprono che i cibi vengono derubati dei loro denti, spingendo loro e Barry a far rispettare un nuovo sistema di polizia. Durante un processo, Frank e Brenda scoprono che i cibi accusati di aver rubato i denti sono costituiti interamente da prodotti deperibili, che mostrano segni di ammuffimento e vivono in condizioni simili a quelle di una baraccopoli a causa della loro incapacità di permettersi l'alloggio refrigerato di Julius. Apparendo nel nuovo show di Sammy, Frank e Brenda propongono che chi ha molti denti dovrebbe offrirli a chi non ne ha, ma Julius, che è tra il pubblico, riesce a mettere tutti contro di loro sostenendo che stanno togliendo la libertà a tutti e suggerisce di tenere delle elezioni per determinare un nuovo leader per Cibopolis. Nel frattempo, Barry scopre le impronte di Jack e questi, rendendosi conto di non avere altra scelta, si converte al cannibalismo e mangia in lacrime il piede che Frank e Brenda gli avevano dato in precedenza.

### Quinta Portata
Julius sta creando un sistema capitalista attraverso il suo centro massaggi, ed è diventato il proprietario di diverse attività mentre fa attivamente campagna per essere eletto come leader di Foodtopia. All'improvviso, Sammy viene arrestato dopo essere stato segnalato dalla scatola di cereali per averlo cacciato dal suo palazzo. Frank e Brenda sostengono la giusta distribuzione della ricchezza, solo per far sì che Julius li faccia rimuovere tramite la task force, solo perché può farlo. 
Durante il processo di Sammy, Julius corrompe il giudice per fargli pronunciare una sentenza a favore di Sammy, mettendo Sammy sotto il pollice di Julius in modo che possa usare il sistema di trasmissione per propagare la sua propaganda contro Frank e Brenda. Nel frattempo, Barry è sospettoso dell'impronta umana e indaga. Alla casa sull'albero, Jack rivela che tutto ciò che Frank e Brenda mirano a fare è esattamente ciò su cui è stata costruita la società umana. Frank ritiene di non avere abbastanza potere per influenzare altri cibi come fa Julius ed è influenzato dalla proposta di Jack di rubare a Julius, ma Brenda ritiene che dovrebbero dare l'esempio invece di influenzare. Tornato in città, Frank incontra Sammy che aiuta Julius nella propaganda e lo affronta, ma Julius ha chiaramente comprato la lealtà di Sammy. Alla fine, Frank decide di agire secondo il suo piano "fast and furious". Barry lo segue sospettosamente, ma lo perde a metà strada. 
Quella notte, Frank porta a termine con successo un furto di denti mentre Brenda è impegnata nella sua campagna porta a porta. Quando Brenda si imbatte in questo furto, non è in grado di supportare Frank, che si era schierato dalla parte di Jack, e i due si separano tristemente.

### Sesta portata
Cibopolis è in stato di massima allerta per trovare il colpevole del furto dei denti di Julius. Dato che Frank si è travestito da patata, tutte le patate si trovano nei guai. Barry sente una conversazione sul fatto che il colpevole sia una salsiccia alta e inizia a sospettare di Frank. Nel frattempo, Jack aiuta Frank ad acquisire sicurezza per candidarsi alle elezioni e sembrano diventare subito amici. Frank si esercita a diventare presidente sotto la sua guida. Brenda sta mettendo tutti i suoi sforzi per mobilitare voti dagli slum. Barry la affronta e lei gli racconta tutto sull'umano vivente. Nel frattempo, Frank e Jack diventano intimi, alla fine hanno un rapporto sessuale quando Brenda e Barry li sorprendono sul fatto, portando Jack a liberarsi dall'essere un ostaggio e a fuggire nei boschi, temendo per la sua vita. Frank giura di amare Jack, ma traccia un limite con Barry che lo osserva di nascosto e alla fine si separano. Il giorno delle elezioni, Brenda annuncia che sta facendo una campagna elettorale individuale e fa appello per una società senza denti, che non è ben accolta dai cibi. Rivela inoltre che Frank ha avuto rapporti sessuali con un essere umano e che alla fine i due si sono distrutti a vicenda, portando Julius a vincere le elezioni.

### Settima portata
Mentre Julius si proclama imperatore di Cibopolis, il divario tra chi ha e chi non ha si è intensificato. Sammy si è completamente schierato dalla parte di Julius e ha sicuramente perso la bussola con il suo nuovo mantra e la sua nuova personalità. Frank si scusa con Barry e Brenda per il suo comportamento, anche se solo quest'ultima lo perdona, facendo capire a Barry che il buon cibo può andare a male ma che anche per loro c'è una redenzione. Questa consapevolezza arriva dopo aver visto Frank separarsi da Jack. Barry parla con Sammy, che si ritrova schiavo di Julius. Tuttavia, dopo che Barry cerca di fargli capire la sua colpa, affermando di essere consapevole che la morte di Lavash lo stava gravemente influenzando, Sammy diventa violento e si rifiuta di ascoltare la ragione, portando Barry ad andarsene dal posto. Brenda va a trovare Julius per parlargli dei cibi che muoiono in strada, ma non le è permesso incontrarlo. Sente dei suoni provenire dalla presa d'aria e la segue per trovare Julius in cattività. Si rende conto che Julius è controllato da un piccolo chicco di riso di nome Jeri che si è sentito trascurato da tutti i cibi egoistici di Cibopolis dopo la guerra. Quando ha visto segretamente Barry controllare Jack attraverso il suo ano, ha deciso di fare lo stesso e ha controllato Julius per soddisfare il suo programma egoistico. Quindi prende il controllo del corpo di Julius e si impegna in una rissa con Brenda, alla fine ingannandola, rimuovendosi dall'arancia e aprendo il rubinetto del lavandino della cucina. Nel frattempo, Frank finisce in cucina per trovare Brenda strappata dal tritarifiuti nello scarico. Brenda muore tra le sue braccia mentre Jeri incastra Frank riprendendo il controllo di Julius.

### Ottava portata
Gli abitanti di Cibopolis piangono la perdita di Brenda mentre Frank è imprigionato. Lo shock per la morte di Brenda spinge persino Sammy a fare finalmente pace con la morte di Lavash e con la sua. Julius chiede a Sammy di aiutarlo a trasformare Frank nel colpevole, ma Sammy rifiuta, quindi viene sostituito da "Dunkin Doughnut" come presentatore. Sammy e Barry vanno quindi a trovare Frank, che nega di aver ucciso Brenda. Dopo che se ne sono andati, incontrano Werner Herzdog, che mostra loro una clip della colluttazione tra Brenda e Julius il giorno del suo omicidio, rivelando che Jeri è la vera colpevole. Barry e Sammy progettano di ottenere questo filmato in diretta prima che Frank venga bruciato e ucciso su un barbecue. Fanno visita a Jack, che sta vivendo mentre mangia i resti del suo amico nel bosco, e lo convincono ad aiutare Frank, così lancia un frisbee con Barry e Sammy nascosti sotto attraverso la presa d'aria della stazione di trasmissione. Alla stazione, dopo una coraggiosa lotta, Sammy mostra il video ai cibi, dimostrando l'innocenza di Frank. Compresa la verità, Barry e gli altri cibi corrono in soccorso di Frank, ma Julius si dà alla fuga. Jack aiuta Barry a catturare Julius, lanciando da lontano mattonelle come frisbee. Barry estrae Jeri dall’ano di Julius, la cattura e, furibondo per aver causato la morte di Brenda, cerca infine di spezzarla in due, ma Frank, vedendo la statua di Brenda, lo ferma, non volendo rispondere a un assassinio con un altro. Davanti a tutti, Frank perdona Jeri, che rimane stupita, dichiarando che non si sono presi cura abbastanza gli uni degli altri né della loro città, e che, se lo avessero fatto prima, le cose sarebbero potute andare meglio, come Brenda desiderava. Quando chiede infine ai residenti di perdonarsi a vicenda, Jeri, grata ed emozionata per la seconda possibilità, ammette che fino a quel momento aveva visto solo il peggio dei suoi simili, ma viene subito catturata e mangiata da un corvo. Tutti gli alimenti si chiedono ora chi sarà il nuovo leader a guidarli, proponendo infine a Julius di riprendere il comando. Lui rifiuta, non sentendosi pronto e spiegando che deve guarire fisicamente e psicologicamente da tutto ciò che gli è capitato. Frank si fa avanti, pronto a guidarli come Brenda desiderava, ma, nonostante il suo discorso appassionato, i residenti, ormai abituati al loro nuovo stile di vita, si rifiutano di cambiare. Al contrario, i nuovi cibi si autoproclamano leader, e i potenti iniziano a governare sui deboli. Affranto e triste, Frank torna alla casa sull’albero, vedendo che il sogno di Brenda è andato in frantumi. Tuttavia, osservando un disegno di loro due insieme, ricorda le parole di Brenda: i cibi sono i loro figli e devono sistemare Cibopolis, senza abbandonarli, anche se questi finiranno per odiarli e disprezzarli. Quella notte, nella piazza, i nuovi alimenti si candidano come leader, ma Frank irrompe con la forza nelle elezioni, aiutato da Jack, rivestito di una pesante tuta da hockey per proteggersi dagli attacchi degli altri cibi. Frank dichiara che sono stati proprio loro a spingerlo a quell’estremo: Cibopolis era stata costruita credendo nell’autodeterminazione, ma essi si sono dimostrati indegni di tale ideale. Frank si proclama nuovo leader, ordinando che tutto il cibo lo segua e sostenendo che non ci si può fidare delle loro decisioni: sarà lui a prenderle per tutti. Barry e Sammy si mostrano riluttanti dall'improvvisa azione di Frank, il quale usa la forza Jack per imporre sugli altri, ma egli dichiara che solo così il desiderio di Brenda potrà essere realizzato non volendo rendere vana la sua morte. Senza che nessuno se ne accorga, un drone li osserva dall’alto.

## Personaggi
- Frank: una salsiccia parlante protagonista della serie insieme all'amico Barry e la fidanzata Brenda.
- Brenda: una panina fidanzata con Frank la salsiccia.
- Barry: una salsiccia che soffre di una deformità alla punta.
- Kareem Abdul \ Lavash: un lavash morto all'inizio della serie. La sua morte creerà una grave mancanza nella vita di Sammy.
- Sammy Bagel Jr.: un bagel in cerca di attenzioni dopo la morte del fidanzato Abdul Lavash.
- Jack: uno degli ultimi umani rimasti sulla terra, viene sfruttato per le risposte che i cibi non riescono a trovare.
- Julius: un'arancia che sotto controllo di Jery compie delle azioni terribili, tra cui l'omicidio di Brenda.
- Gomma: il cibo più intelligente sulla Terra, simile a Stephen Hawking. Muore che salvare la vita di alcuni cibi.
- Jery: un chicco di riso che, grazie alla sua piccola statura, prende il controllo di Julius e compie azioni terribili. Si pente delle sue azioni nell'ultima puntata, ma subito dopo viene mangiata dal corvo.

## Doppiatori
| Personaggio           | Voce originale  | Voce italiana      |
| --------------------- | --------------- | ------------------ |
| Frank                 | Seth Rogen      | Simone Mori        |
| Brenda                | Kristen Wiig    | Rossella Acerbo    |
| Barry                 | Michael Cera    | Davide Perino      |
| Sammy Bagel Jr.       | Edward Norton   | Luca Dal Fabbro    |
| Kareem Abdul \ Lavash | David Krumholtz | Roberto Gammino    |
| Jack                  | Will Forte      | Daniele Raffaeli   |
| Julius                | Sam Richardson  | Christian Iansante |
| Gomma                 | Scott Underwood | Gianluca Crisafi   |
| Jery Chicco di Riso   | Sugar Lyn Beard | Margherita De Risi |

## Distribuzione
Il 1º maggio 2024, Prime Video ha annunciato la pubblicazione degli episodi per l'11 luglio 2024.
La seconda stagione è andata in onda, sulla stessa piattaforma, dal 13 agosto 2025.

## Trailer
Il trailer ufficiale della prima stagione è stato pubblicato l'11 giugno 2024, mentre quello della seconda stagione il 10 luglio 2025.